# Commonwealth (ciruela)
Commonwealth ó Содружество ó Sodruzhestvo es una variedad cultivar de ciruelo  de las denominadas "ciruelas rusas" (Prunus x rossica), un grupo único de híbridos complejos, que fue creado por criadores rusos y esta variedad es uno de sus representantes.Una variedad de ciruela obtenida procedente del cruce de las variedades Prunus salicina var. Ussuri Inmune x "Ussuri 14-26. Se obtuvo a finales del siglo  XX  en la "Estación de mejoramiento hortícola de Sverdlovsk". Las frutas con talla de fruto mediano, de forma ovalados, color de piel principal es amarillo, el color exterior es rojo oscuro, se distribuye uniformemente y ocupa más del 50% de la superficie del fruto, y pulpa de color amarillo, textura fibrosa, de densidad media, jugosa, agri dulce, con un aroma medio, buen sabor a fruta. Tolera las zonas de rusticidad según el departamento USDA, de nivel I a III (IV).

## Sinonimia
- "Содружество (Слива Китайская)",
- "Sodruzhestvo ciruela cereza",
- "Sliva Sodruzhestvo".[4]

## Historia
'Commonwealth' variedad de ciruela, obtenida del cruce de Prunus salicina var. Ussuri Inmune como "Parental Madre" x el polen de "Ussuri 14-26" como "Parental Padre". Se obtuvo a finales del siglo  XX  en la "Estación de mejoramiento hortícola de Sverdlovsk". Siendo sus obtentores el equipo formado por M.G. Isakova, V.S. Putov,  e I.A. Puchkin.
'Commonwealth' es una de las denominadas "Prunus rossica", temprana, destinada principalmente a las zonas de cultivo de los países nórdicos con inviernos fríos y primavera inestable. Valioso por su adaptabilidad, alta resistencia a las heladas y muy buena resistencia a las enfermedades fúngicas. Fue incluida en el registro estatal en el año 2002 para la región Volga-Vyatka.

## Características
'Commonwealth' árbol de tamaño mediano, con copa paniculada, de densidad media, follaje medio. Las plantas enraizan por sí solas. La resistencia al invierno de la madera y los cogollos frutales es alta. La resistencia a la sequía es media. No se observa ninguna enfermedad. Resistente a plagas. Apto para jardines intensivos. Es auto estéril, necesita otras variedades polinizadoras. Florece en el periodo medio, del 18 de mayo al 25 de mayo, los botones florecientes son resistentes a las heladas leves.
'Commonwealth' tiene una talla de fruto mediano que pesan entre de 25 a 30,0 g, ampliamente ovoide, con el ápice del fruto alargado, la base redondeada, los frutos tienen un atractivo aspecto de cereza. La cavidad peduncular es medianamente profunda y de ancho medio, el pedúnculo es medio y se separa fácilmente del fruto; la sutura ventral es pequeña y poco desarrollada. El color principal es amarillo, el color exterior es rojo oscuro, se distribuye uniformemente y ocupa más del 50% de la superficie del fruto, no hay pubescencia del fruto, la capa cerosa es media; La pulpa es de color amarillo, textura fibrosa, de densidad media, jugosa, agridulce,  con un aroma medio, buen sabor a fruta. Los frutos contienen sustancias secas solubles - 14,9%, azúcares - 9,2%, ácidos - 1,66%, ácido ascórbico - 6,0 mg/100g, catequinas - 437 mg/100g.
El hueso es de tamaño pequeño, semi adherido a la pulpa, redondo elíptico.
Su tiempo de recogida de cosecha se inicia en su maduración temprana a mediados de agosto. Rendimiento alto, estable y regular, inicio temprano. Resistencia a enfermedades y heladas alta. La separación del tallo del fruto es seca. Transportable.

## Usos
'Commonwealth' es una variedad para uso universal. Comienza a dar frutos a los 3 o 4 años después de plantarla como anual en el jardín. La productividad es alta y regular.
Una buena ciruela de postre apto tanto para consumo fresco en mesa, como para procesados industriales y culinarios.